# Hermes Ramírez
Hermes Julián Ramírez Limonta (* 7. Januar 1948 in Guantánamo; † 4. September 2024) war ein kubanischer Sprinter.

## Sportliche Laufbahn
Bei den Panamerikanischen Spielen 1967 in Winnipeg gewann er Bronze über 100 m und mit der kubanischen Mannschaft Silber in der 4-mal-100-Meter-Staffel.
Im Jahr darauf erreichte er bei den Olympischen Spielen 1968 in Mexiko-Stadt über 100 m das Halbfinale. In der 4-mal-100-Meter-Staffel gewann das kubanische Quartett in der Besetzung Ramírez, Juan Morales, Pablo Montes und Enrique Figuerola die Silbermedaille mit 0,1 Sekunden Rückstand auf die US-Stafette, die mit 38,2 s einen Weltrekord aufstellte.
Ebenfalls die Silbermedaille gewann er in der 4-mal-100-Meter-Staffel bei den Panamerikanischen Spielen 1971 in Cali und 1975 in Mexiko-Stadt. 1975 holte er auch erneut im Einzelwettbewerb über 100 m Bronze.
Bei den Olympischen Spielen schied er 1972 in München im Vorlauf der Staffel aus. 1976 in Montreal scheiterte er über 100 m in der ersten Runde und kam mit der kubanischen Stafette auf den fünften Platz.
1967 und 1969 wurde er Zentralamerika- und Karibikmeister sowohl über 100 m wie auch über 200 m. Bei den Zentralamerika- und Karibikspielen 1970 gewann er Silber über 100 m und Bronze über 200 m.